# I Am a Bird Now
I Am a Bird Now je druhé studiové album americké skupiny Antony and the Johnsons. Bylo vydáno 1. února 2005 a 6. září 2005 získalo cenu Mercury Prize.

## Seznam skladeb
Autorem všech skladeb je Antony Hegarty.
| Pořadí | Název                 | Délka |
| ------ | --------------------- | ----- |
| 1.     | Hope There's Someone  | 4:21  |
| 2.     | My Lady Story         | 3:33  |
| 3.     | For Today I Am a Bouy | 2:36  |
| 4.     | Man Is the Baby       | 4:09  |
| 5.     | You Are My Sister     | 3:59  |
| 6.     | What Can I Do?        | 1:40  |
| 7.     | Fistful of Love       | 5:52  |
| 8.     | Spiralling            | 4:25  |
| 9.     | Free at Last          | 1:36  |
| 10.    | Bird Gerhl            | 3:14  |

## Obsazení
Antony and the Johnsons
- Antony Hegarty – varhany, klavír, vokály
- Julia Kent – violoncello
- Parker Kindred – bicí („Fistful of Love“)
- Jeff Longston – baskytara
- Maxim Moston – housle
- Doug Wieselman – saxofon

Další hudebníci
- Devendra Banhart – kytara („You Are My Sister“), vokály („Spiralling“)
- Steve Bernstein – lesní roh
- John Bollinger – bicí („You Are My Sister“)
- Keith Bonner - fétna
- Boy George – vokály („You Are My Sister“)
- Todd Cohen – bicí
- Danielle Farina – viola („My Lady Story“, „Free at Last“)
- Jason Hart – klavír („What Can I Do?“)
- Rainy Orteca - baskytara („Fistful of Love“)
- Lou Reed – kytara a vokály („Fistful of Love“)
- Paul Shapiro – lesní roh
- Rufus Wainwright – vokály („What Can I Do?“)
- Joan Wasser – viola
- Julia Yasuda – Morseova abeceda, vokály („Free at Last“)